# Alba (須田景凪の曲)
Alba（アルバ）は、須田景凪の楽曲。デジタル配信限定シングルとしてunBORDE（ワーナーミュージック・ジャパン）より2020年6月5日に各音楽配信サービスにてリリースされた。

## 収録曲と規格
| #         | タイトル  | 作詞・作曲 | 編曲      | 時間 |
| --------- | --------- | ---------- | --------- | ---- |
| 1.        | 「Alba」  | 須田景凪   | 須田景凪  | 3:35 |
| 合計時間: | 合計時間: | 合計時間:  | 合計時間: | 3:35 |

## タイアップ
- 日活配給映画『水曜日が消えた』主題歌[4][5][6]